# Ананян, Джемма Гургеновна
Дже́мма Гурге́новна Ананя́н (арм. Ջեմմա Գուրգենի Անանյան, 9 июня 1931 года, Каравансарай (ныне Иджеван) — 4 сентября 2018 года) — бывший марзпет (губернатор) Тавушской области.
- 1948—1953 — Ереванский педагогический институт. Педагог-филолог.
- 1951—1959 — работала в Каравансарае учителем. Была членом КПСС.
- 1959—1965 — секретарь Иджеванского райсовета КПА.
- 1965—1983 — второй секретарь Иджеванского райсовета КПА.
- С 1983 — первый секретарь Иджеванского райсовета КПА.
- 1977—1990 — председатель Иджеванского райсовета.
- 1984—1990 — депутат Верховного совета Армянской ССР. Председатель комиссии по вопросам молодёжи.
- На XXVIII съезде КПСС в июле 1990 года избрана членом Центральной контрольной комиссии КПСС. Являлась членом Президиума ЦКК КПСС.
- 1990—1995 — вновь депутат Верховного совета Армянской ССР.
- 1995—1999 — депутат парламента. Член постоянной комиссии по социальным вопросам, здравоохранению и вопросам охраны природы. Беспартийная.
- 1990—1999 — вновь избрана губернатором Тавушской области.

Скончалась в 2018 году.